# Linia kolejowa nr 581
Linia kolejowa nr 581 – zelektryfikowana, jednotorowa linia kolejowa łącząca stację Świdnik z przystankiem osobowym Lublin Airport (Świdnik Port Lotniczy).

## Historia
Decyzja o stworzeniu linii kolejowej nr 581 zapadła w 2008 roku w związku z opracowaniem projektu terminala pasażerskiego portu lotniczego dla Lublina, w którym przewidziano przylegający do budynku przystanek osobowy. W 2010 roku zgłoszono projekt budowy toru dojazdowego od stacji Świdnik do terminalu Portu Lotniczego Lublin w Świdniku wraz z infrastrukturą towarzyszącą. W 2011 roku opracowano dokumentację projektową. Latem 2012 roku rozpoczęto budowę toru kolejowego o długości około 2,5 km wraz z infrastrukturą towarzyszącą.
Prace budowlane rozłożono na dwa etapy. Pierwszy obejmował zakres liniowo-drogowy oraz montaż urządzeń sterowania ruchem. Drugi etap obejmował elektryfikację linii kolejowej.
Linia została otwarta 14 grudnia 2012 roku.

## Charakterystyka
Linia państwowa znaczenia miejscowego. Przebiega od toru nr 16 stacji kolejowej Świdnik do kozła oporowego pod zadaszoną częścią obustronnego peronu znajdującego się w centralnej części terminalu pasażerskiego Portu Lotniczego Lublin w Świdniku.
Linia kolejowa nr 581 obsługuje ruch pasażerski oraz towarowy. Od linii odchodzi bocznica kolejowa prowadząca na tereny przemysłowe (EC Giga, RPP Świdnik i WSK Świdnik), a druga w przyszłości będzie odchodziła na teren zaplecza technicznego lotniska (obecnie istnieje tylko odcięty od głównej linii fragment toru na jednym przejeździe kolejowo-drogowym przy lotnisku; został on wybudowany wraz z linią 581 w celu uniknięcia konieczności zamknięcia przejazdu na czas budowy bocznicy).